# Грицкевич, Надежда Александровна
Надежда Александровна Грицкевич (р. 30 октября 1986 года, Когалым, Тюменская область, СССР) — российская певица и музыкант. Бывшая вокалистка группы Moremoney. С 2010 года — солистка сольного проекта «Наадя».
Надежда Грицкевич по образованию журналист. Училась в РУДН. Отец — бухгалтер, мать — геофизик.
В 2007 году совместно с музыкантом Иваном Калашниковым основала группу Moremoney, которая исполняла песни на английском языке в жанре электропоп. Были записаны альбомы «Tricky» и «Much Better». В 2010 году основала сольный проект под названием «Наадя», в котором Надежда исполняет песни собственного сочинения на русском языке в жанрах электропоп и инди-поп. Первый альбом под названием «Наадя» группа записала на деньги, собранные из пожертвований.
Пела с группой «Браво» на их концерте. Вместе с группой «Наадя» участвовала на музыкальном фестивале «SVOY Субботник», «Пикник «Афиши»» и других. 6 сентября 2013 года приняла участие в концерте-митинге в поддержку Алексея Навального на проспекте Сахарова в Москве. Группа номинировалась на премии «Степной волк» и Jagermeister Indie Awards. Участвовала в программе «Живые» на «Нашем радио», а также на радио «Маяк».